# SVG Lüneburg

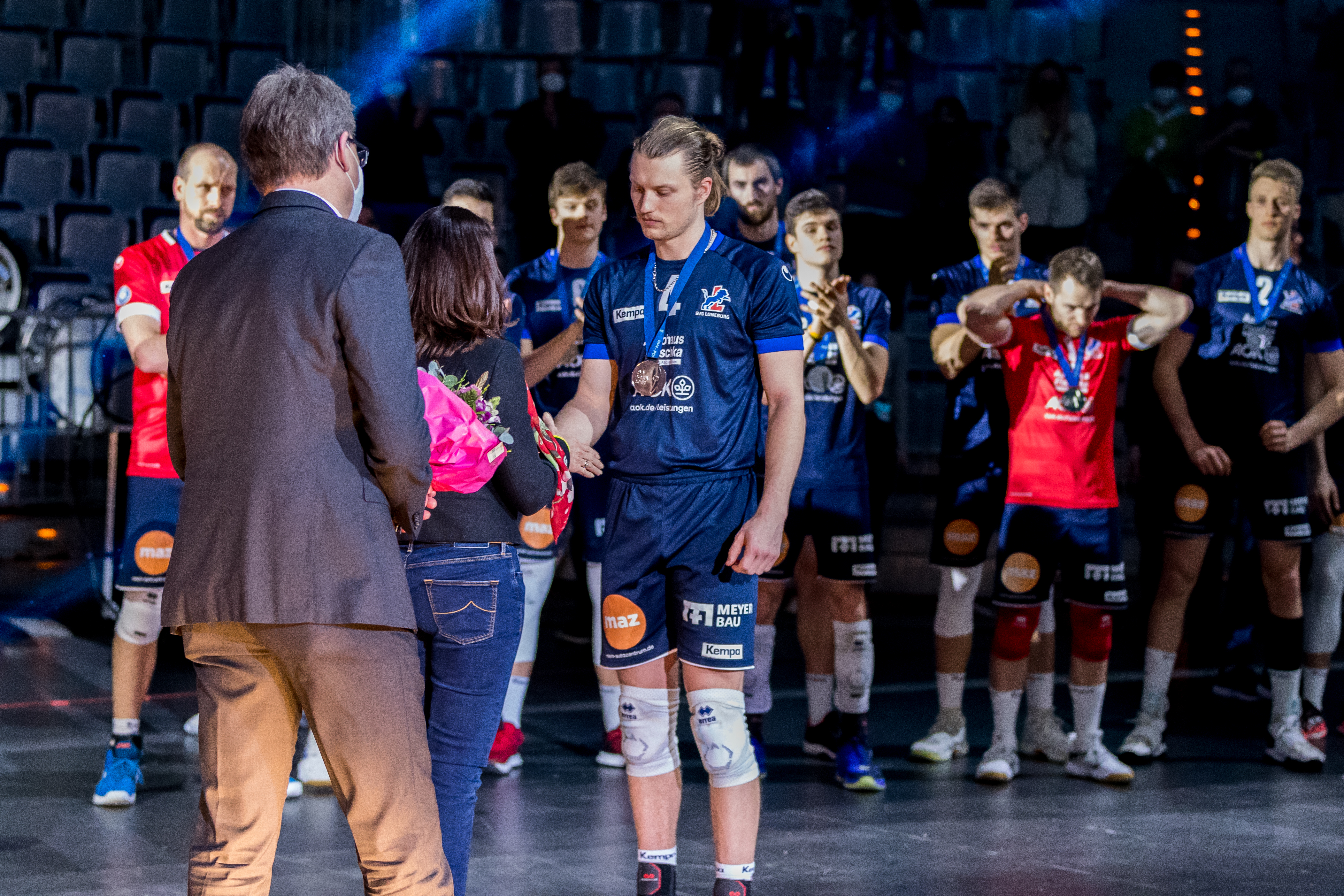
SVG Lüneburg finalistą Pucharu Niemiec 2022

SVG Lüneburg – niemiecki męski klub siatkarski założony w 2005 roku z siedzibą w Lüneburgu położonego w Dolnej Saksonii.
Latem 2005 roku w wyniku połączenia męskich drużyn siatkówki MTV Treubund Lüneburg i TSV Gellersen powstała drużyna SVG Lüneburg.

## Bilans sezon po sezonie
| Sezon     | Rozgrywki ligowe                   | Rozgrywki ligowe | Puchar Niemiec |
| Sezon     | Poziom                             | Miejsce          | Puchar Niemiec |
| --------- | ---------------------------------- | ---------------- | -------------- |
| 2005/2006 |                                    |                  |                |
| 2006/2007 | Liga Regionalna Północno-Zachodnia | 4. miejsce       |                |
| 2007/2008 | Liga Regionalna Północno-Zachodnia | 4. miejsce       |                |
| 2008/2009 | Liga Regionalna Północno-Zachodnia | 1. miejsce       |                |
| 2009/2010 | 2. Bundesliga Północ               | 11. miejsce      |                |
| 2010/2011 | 2. Bundesliga Północ               | 4. miejsce       |                |
| 2011/2012 | 2. Bundesliga Północ               | 2. miejsce       | 1/8 finału     |
| 2012/2013 | 2. Bundesliga Północ               | 2. miejsce       | ćwierćfinał    |
| 2013/2014 | 2. Bundesliga Północ               | 2. miejsce       |                |
| 2014/2015 | Bundesliga                         | 4. miejsce       | 2. miejsce     |
| 2015/2016 | Bundesliga                         | 4. miejsce       | półfinał       |
| 2016/2017 | Bundesliga                         | 5. miejsce       | ćwierćfinał    |
| 2017/2018 | Bundesliga                         | 7. miejsce       | ćwierćfinał    |
| 2018/2019 | Bundesliga                         | 4. miejsce       | 2. miejsce     |
| 2019/2020 | Bundesliga                         | –                | 1/8 finału     |
| 2020/2021 | Bundesliga                         | 4. miejsce       | ćwierćfinał    |
| 2021/2022 | Bundesliga                         | 5. miejsce       | 2. miejsce     |
| 2022/2023 | Bundesliga                         | 3. miejsce       | ćwierćfinał    |
| 2023/2024 | Bundesliga                         | 4. miejsce       | półfinał       |
| 2024/2025 | Bundesliga                         | 2. miejsce       | ćwierćfinał    |

- w sezonie 2019/2020 rozgrywki przerwano z powodu rozprzestrzenia się koronawirusa w Niemczech

Poziom rozgrywek:
     pierwszy, najwyższy ogólnokrajowy
     drugi
     trzeci
     czwarty
     piąty

### Sezon 2021/2022

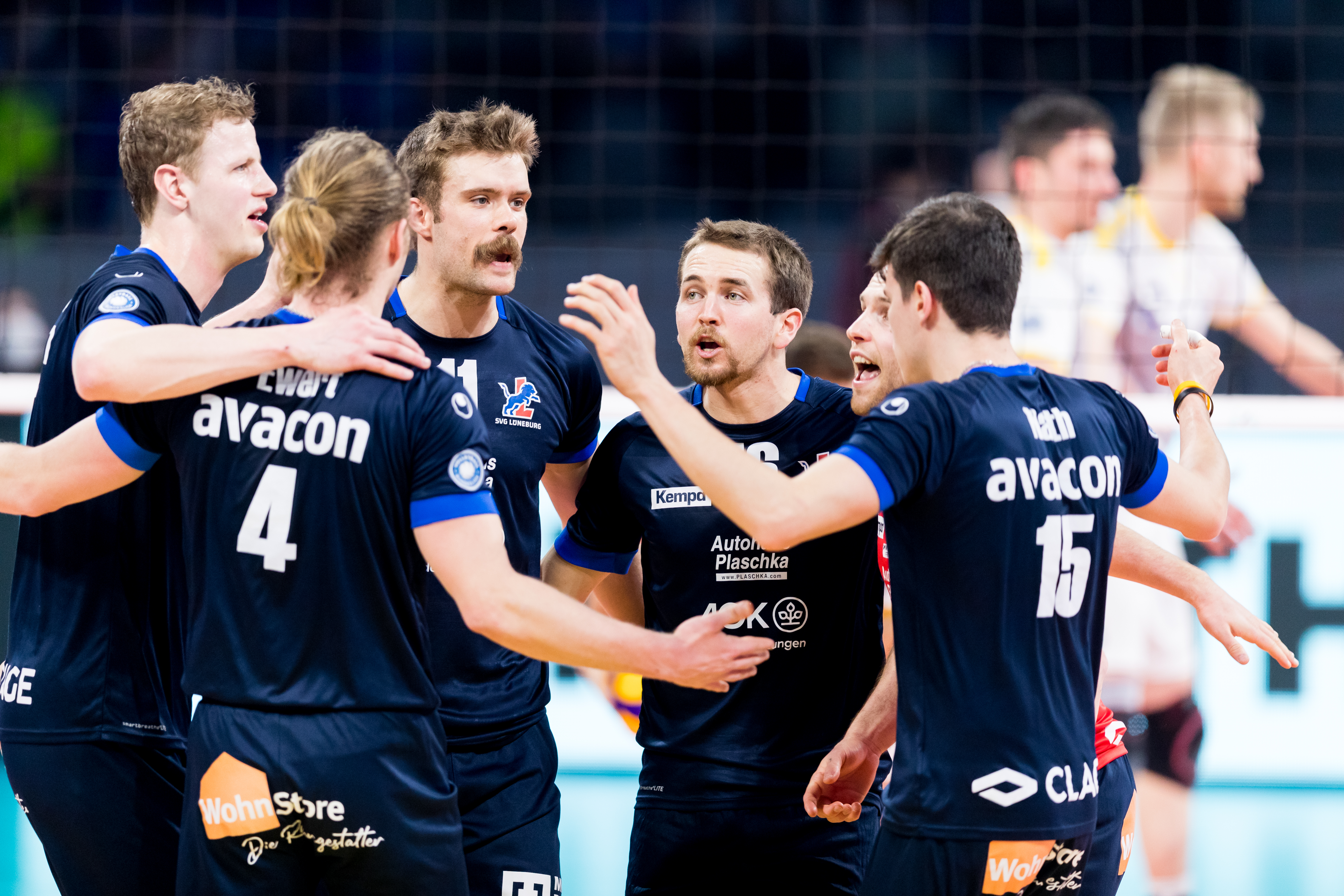
Zawodnicy SVG Lüneburg w finale Pucharu Niemiec 2022

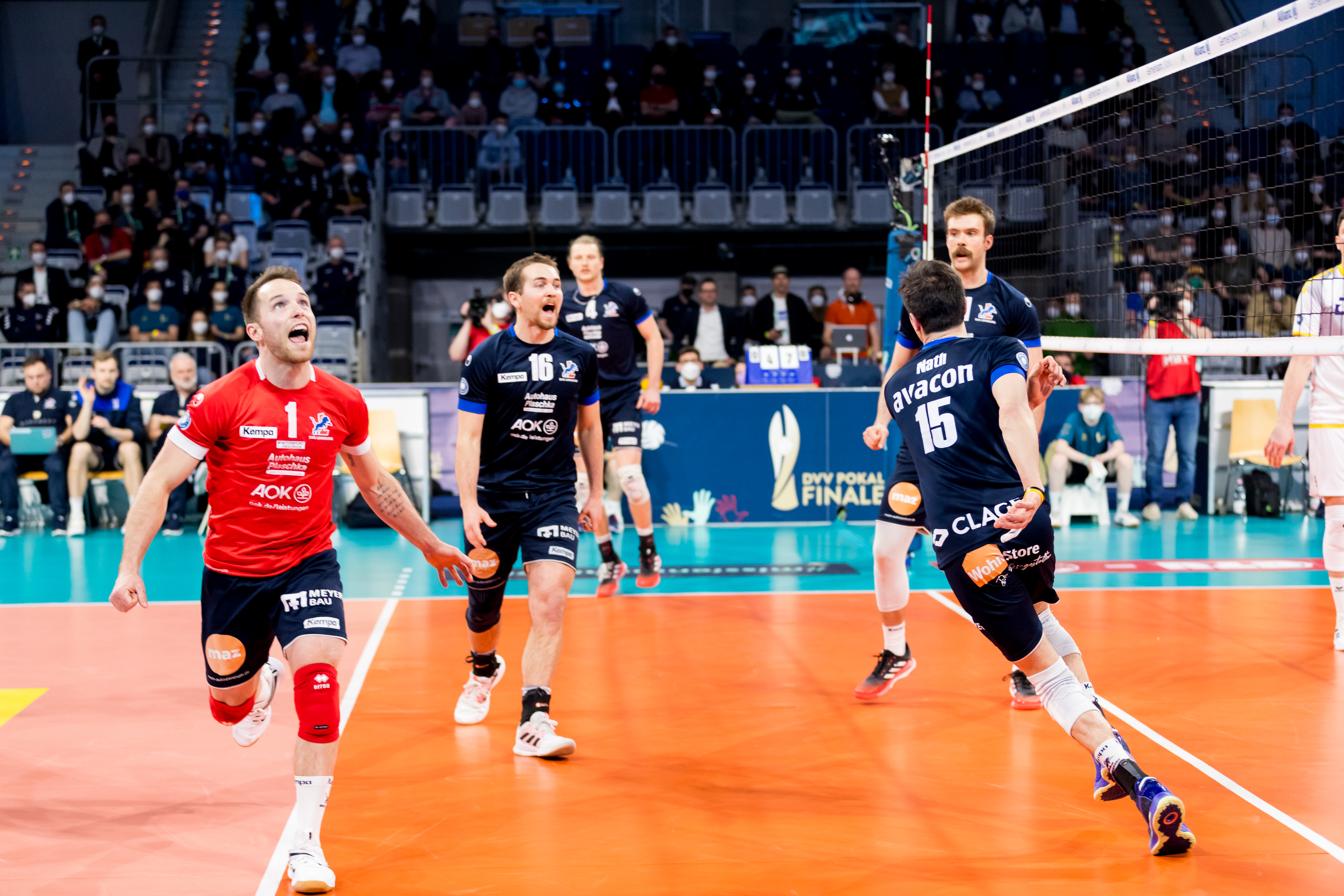
Zawodnicy SVG Lüneburg w finale Pucharu Niemiec 2022

### Sezon 2018/2019

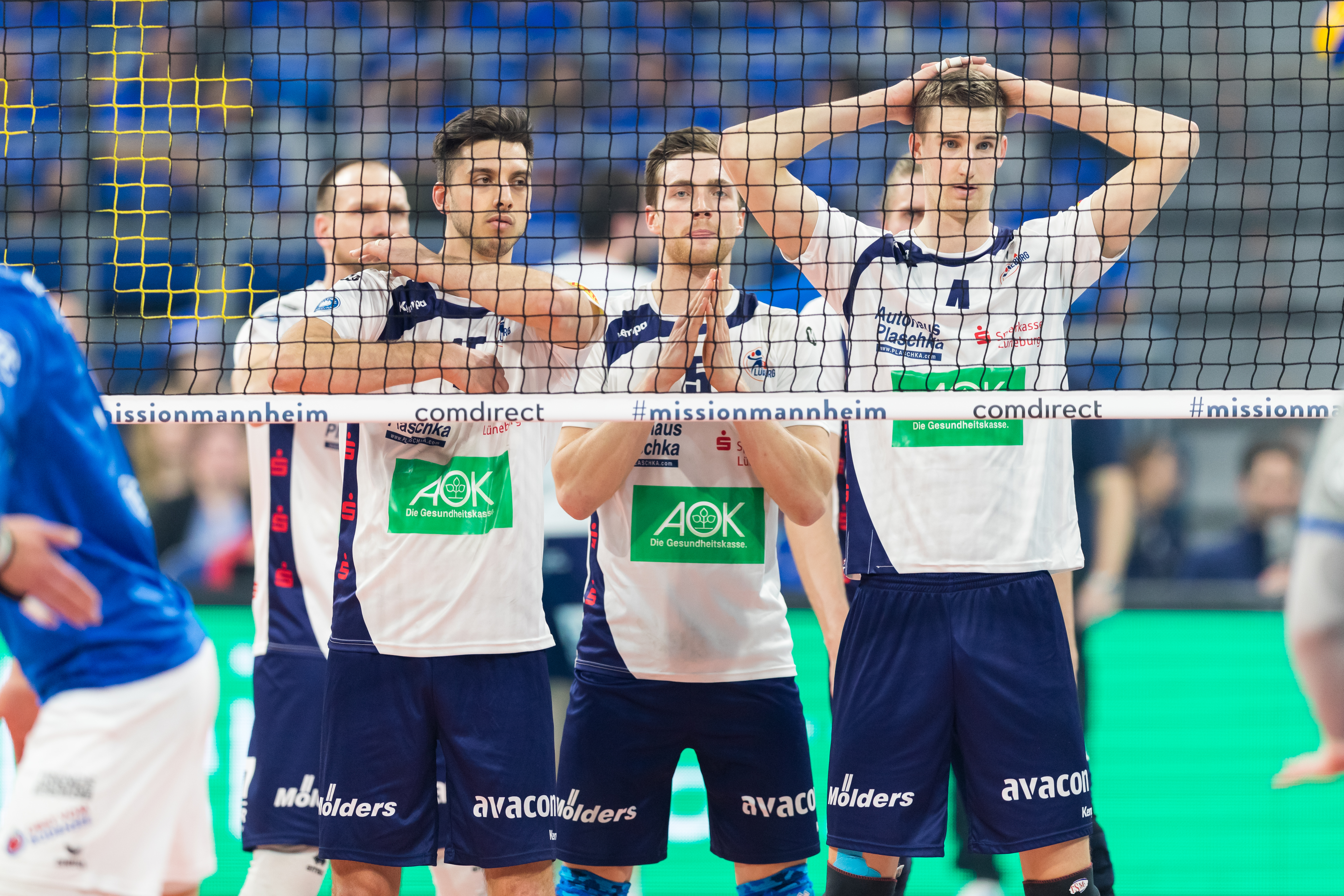
Zawodnicy SVG Lüneburg w finale Pucharu Niemiec 2019

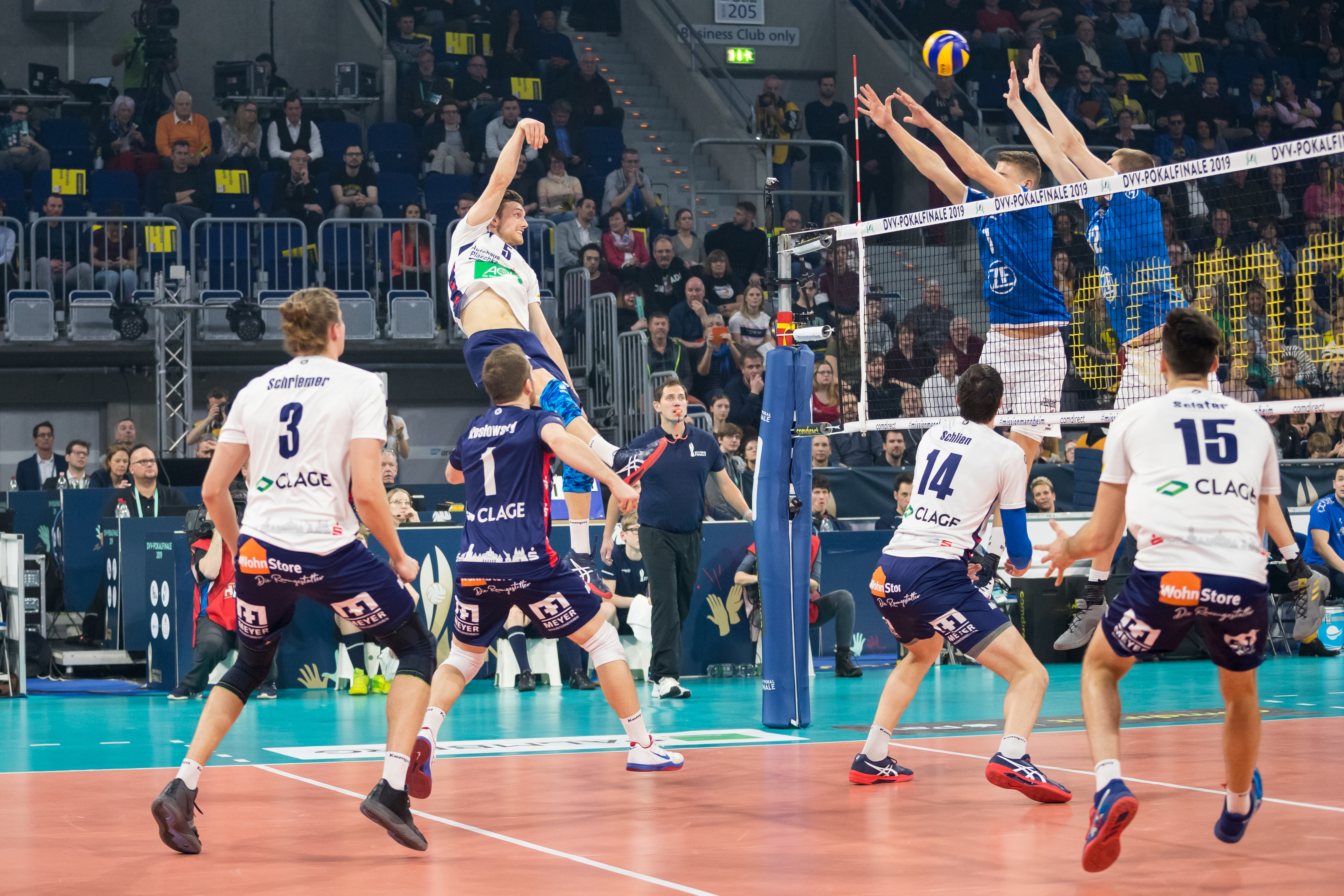
Zawodnicy SVG Lüneburg w finale Pucharu Niemiec 2019

## Europejskie puchary[8]
| Sezon     | Europejskie puchary | Osiągnięcie          |
| --------- | ------------------- | -------------------- |
| 2021/2022 | Puchar CEV          | Runda kwalifikacyjna |
| 2022/2023 | Puchar CEV          | Runda play-off       |
| 2023/2024 | Liga Mistrzów       | faza grupowa         |
| 2023/2024 | Puchar CEV          | 2. miejsce           |
| 2024/2025 | Liga Mistrzów       | ćwierćfinał          |

## Sukcesy
Puchar CEV:
- 2024[9]

Bundesliga:
- 2025[10]

## Kadra

### Sezon 2024/2025[11]
| Nr | Imię i nazwisko                                    | Data ur. | Wzrost | Pozycja      |
| -- | -------------------------------------------------- | -------- | ------ | ------------ |
| 1  | Simon Torwie                                       | 2001     | 208    | środkowy     |
| 2  | Blake Leeson                                       | 1995     | 205    | środkowy     |
| 3  | Michael Wright                                     | 2001     | 193    | rozgrywający |
| 6  | Gage Worsley                                       | 1998     | 188    | libero       |
| 7  | Joscha Kunstmann                                   | 2003     | 201    | środkowy     |
| 8  | Theo Mohwinkel                                     | 2002     | 196    | przyjmujący  |
| 9  | Oskar Espeland                                     | 2001     | 195    | przyjmujący  |
| 10 | Lorenz Karlitzek (młodszy brat Moritza Karlitzeka) | 1999     | 196    | przyjmujący  |
| 11 | Xander Ketrzynski                                  | 2000     | 208    | atakujący    |
| 12 | Cole Ketrzynski                                    | 2001     | 204    | przyjmujący  |
| 13 | Neo Laumann                                        | 2005     | 201    | rozgrywający |
| 18 | Axel Larsen                                        | 2004     | 203    | atakujący    |

### Sezon 2023/2024[12]
| Nr | Imię i nazwisko   | Data ur. | Wzrost | Pozycja      |
| -- | ----------------- | -------- | ------ | ------------ |
| 1  | Matthew Slivinski | 1999     | 194    | przyjmujący  |
| 2  | Blake Leeson      | 1995     | 205    | środkowy     |
| 3  | Jesse Elser       | 1999     | 203    | przyjmujący  |
| 4  | Maxwell Elgert    | 1998     | 192    | rozgrywający |
| 5  | Erik Röhrs        | 2001     | 201    | przyjmujący  |
| 6  | Gage Worsley      | 1998     | 188    | libero       |
| 7  | Joscha Kunstmann  | 2003     | 201    | środkowy     |
| 8  | Theo Mohwinkel    | 2002     | 196    | przyjmujący  |
| 9  | Hannes Gerken     | 1998     | 187    | rozgrywający |
| 10 | Yann Böhme        | 1997     | 204    | atakujący    |
| 11 | Xander Ketrzynski | 2000     | 208    | atakujący    |
| 13 | Matthew Knigge    | 1996     | 203    | środkowy     |
| 15 | Neo Laumann       | 2005     | 200    | rozgrywający |

### Sezon 2022/2023[13]
| Nr | Imię i nazwisko   | Data ur. | Wzrost | Pozycja            |
| -- | ----------------- | -------- | ------ | ------------------ |
| 1  | Joseph Worsley    | 1997     | 185    | rozgrywający       |
| 2  | Pearson Eshenko   | 1997     | 204    | środkowy           |
| 4  | Jordan Ewert      | 1997     | 194    | przyjmujący        |
| 5  | Auke van de Kamp  | 1995     | 202    | przyjmujący        |
| 6  | Gage Worsley      | 1998     | 188    | libero             |
| 8  | Theo Mohwinkel    | 2002     | 196    | przyjmujący        |
| 9  | Hannes Gerken     | 1998     | 187    | rozgrywający       |
| 10 | Yann Böhme        | 1997     | 204    | atakujący          |
| 11 | Xander Ketrzynski | 2000     | 208    | atakujący          |
| 12 | Lukas Maase       | 1998     | 212    | środkowy/atakujący |
| 16 | Jordan Schnitzer  | 1999     | 198    | środkowy           |
| 17 | Colton Cowell     | 1997     | 185    | przyjmujący        |

### Sezon 2021/2022[14]
| Nr | Imię i nazwisko   | Data ur. | Wzrost | Pozycja      |
| -- | ----------------- | -------- | ------ | ------------ |
| 1  | Tyler Koslowsky   | 1993     | 182    | libero       |
| 2  | Pearson Eshenko   | 1997     | 204    | środkowy     |
| 4  | Jordan Ewert      | 1997     | 194    | przyjmujący  |
| 5  | Auke van de Kamp  | 1995     | 202    | przyjmujący  |
| 6  | Theo Mohwinkel    | 2002     | 196    | przyjmujący  |
| 7  | Jannik Pörner     | 1994     | 203    | atakujący    |
| 8  | Tim Stöhr         | 1996     | 204    | przyjmujący  |
| 9  | Hannes Gerken     | 1998     | 187    | rozgrywający |
| 10 | Richard Peemüller | 1998     | 199    | atakujący    |
| 11 | Dalton Solbrig    | 1997     | 198    | środkowy     |
| 14 | Michel Schlien    | 1992     | 206    | środkowy     |
| 15 | Arthur Nath       | 1999     | 190    | przyjmujący  |
| 16 | Joseph Worsley    | 1997     | 185    | rozgrywający |

### Sezon 2020/2021[15]
| Nr | Imię i nazwisko                  | Data ur. | Wzrost | Pozycja      |
| -- | -------------------------------- | -------- | ------ | ------------ |
| 1  | Tyler Koslowsky                  | 1993     | 182    | libero       |
| 3  | Leon Dervisaj (do 30.11.2020)    | 1996     | 195    | rozgrywający |
| 4  | Jordan Ewert                     | 1997     | 194    | przyjmujący  |
| 5  | Gijs Van Solkema (od 21.12.2020) | 1998     | 192    | rozgrywający |
| 6  | Viktor Lindberg                  | 1996     | 191    | przyjmujący  |
| 7  | Jannik Pörner                    | 1994     | 203    | atakujący    |
| 8  | William Craft                    | 1993     | 191    | przyjmujący  |
| 9  | Hannes Gerken                    | 1998     | 187    | rozgrywający |
| 10 | Richard Peemüller                | 1998     | 199    | atakujący    |
| 11 | Dalton Solbrig                   | 1997     | 198    | środkowy     |
| 12 | Florian Krage                    | 1997     | 204    | środkowy     |
| 14 | Michel Schlien                   | 1992     | 206    | środkowy     |
| 16 | Konrad Thole                     | 1999     | 212    | przyjmujący  |

### Sezon 2019/2020[16]
| Nr | Imię i nazwisko   | Data ur. | Wzrost | Pozycja      |
| -- | ----------------- | -------- | ------ | ------------ |
| 1  | Tyler Koslowsky   | 1993     | 182    | libero       |
| 2  | Gijs Van Solkema  | 1998     | 192    | rozgrywający |
| 3  | Antti Ronkainen   | 1996     | 191    | przyjmujący  |
| 4  | Leo Durkin        | 1992     | 193    | rozgrywający |
| 6  | Viktor Lindberg   | 1996     | 191    | przyjmujący  |
| 7  | Jannik Pörner     | 1994     | 203    | atakujący    |
| 10 | Anton Brehme      | 1999     | 206    | środkowy     |
| 11 | Blake Scheerhoorn | 1995     | 202    | przyjmujący  |
| 12 | Florian Krage     | 1997     | 204    | środkowy     |
| 13 | Michael Michelau  | 1994     | 194    | przyjmujący  |
| 14 | Michel Schlien    | 1992     | 206    | środkowy     |
| 16 | Konrad Thole      | 1999     | 212    | przyjmujący  |

### Sezon 2018/2019[17]
| Nr | Imię i nazwisko  | Data ur. | Wzrost | Pozycja      |
| -- | ---------------- | -------- | ------ | ------------ |
| 1  | Tyler Koslowsky  | 1993     | 182    | libero       |
| 2  | Gijs Van Solkema | 1998     | 192    | rozgrywający |
| 3  | Adam Schriemer   | 1995     | 200    | rozgrywający |
| 4  | Noah Baxpöhler   | 1993     | 209    | środkowy     |
| 5  | Cody Kessel      | 1991     | 197    | przyjmujący  |
| 7  | Jannik Pörner    | 1994     | 203    | atakujący    |
| 10 | Matthias Pompe   | 1984     | 198    | przyjmujący  |
| 11 | Raymond Szeto    | 1991     | 189    | przyjmujący  |
| 12 | Florian Krage    | 1997     | 204    | środkowy     |
| 14 | Michel Schlien   | 1992     | 206    | środkowy     |
| 15 | Ryan Sclater     | 1994     | 200    | atakujący    |
| 16 | Konrad Thole     | 1999     | 212    | przyjmujący  |